# Seu de l'Escola Politècnica Superior de Girona
La Politècnica de Girona és una obra de Girona inclosa a l'Inventari del Patrimoni Arquitectònic de Catalunya. És un edifici del 1980.

## Descripció
És un edifici de planta allargassat, funcional, amb escala al mig i distribució interior a través d'un passadís que dona a les aules i dependències (aules a la part posterior). La forma del passadís és esglaonat. Exteriorment és un cos longitudinal d'obra vista pintada en blanc, tancant-se els testers per obrir-se les obertures a la façana llarga (finestres longitudinals i amb ràfecs metàl·lics de protecció del sol). La façana lateral dreta va esglaonant-se vers a dalt, formant una cloenda de l'edifici. L'accés es produeix per la façana lateral esquerra i al llarg d'un porxo de pilarets metàl·lics amb ràfec i que recull unes dependències externes. Entre els dos edificis es produeix un petit pati. Al davant un gran aparcament.